# Kaspar Muther
Kaspar Muther (* 18. Dezember 1909 in Littau; † 16. September 1980 in Luzern) war ein Schweizer Komponist, Klarinettist und Saxophonist der Schweizer Volksmusik.

## Leben
Seine Musik war der Ländler. 1960 war er Mitbegründer der Ländlerkapelle Heirassa mit dem Pianisten Alois Schilliger. Weitere Mitspieler waren Walter Grob und Kari Keiser, die später von Willi Valotti und Köbi Schiess abgelöst wurden. Kaspar Muther spielte neben seinen Eigenkompositionen viele Werke von Alois Schilliger und auch ältere Titel. Die Ländlerkapelle hatte viele Erfolge in ihrer 20-jährigen Geschichte. Der von Kaspar Muther komponierte Stollberg-Schottisch wurde in der ganzen Volksmusikszene bekannt.
Die nach ihm benannte Kaspar-Muther-Stiftung fördert den volksmusikalischen Nachwuchs in der Schweiz.
| Personendaten    | Personendaten          |
| ---------------- | ---------------------- |
| NAME             | Muther, Kaspar         |
| KURZBESCHREIBUNG | Schweizer Volksmusiker |
| GEBURTSDATUM     | 18. Dezember 1909      |
| GEBURTSORT       | Littau                 |
| STERBEDATUM      | 16. September 1980     |
| STERBEORT        | Luzern                 |